# Дюбридж, Ли Элвин
Ли Элвин Дюбридж (англ. Lee Alvin DuBridge; 21 сентября 1901, Терре-Хот, Индиана, США — 23 января 1994, Дуарти, Калифорния, США) — американский физик, бывший директор проекта «Виста» в Калифорнийском технологическом институте. Один из руководителей разработки ядерного оружия в годы Второй мировой войны.

## Биография
Ли Дюбридж родился 21 сентября 1901 года в городе Терре-Хот американского штата Индиана. Окончил Колледж Корнелла (англ. Cornell College) в 1922 году и продолжил своё обучение в Висконсинском университете в Мадисоне, где получил степень магистра искусств в 1924 году и степень доктора философии в 1926 году. Дюбридж продолжил научную работу в Калифорнийском технологическом институте, Университете Вашингтона[уточнить] и Рочестерском университете. Там он начал карьеру с должности декана факультета искусств и наук. Покинув Рочестерский университет между 1940 и 1946 годами, Ли Дюбридж стал основателем и первым руководителем Радиационной лаборатории (англ. Radiation Laboratory) Массачусетского технологического института. Он также являлся президентом Калифорнийского технологического института с 1946 по 1969 год. Дюбридж был научным советником в Исполнительном офисе Президента США при Гарри Трумэне с 1952 по 1953 год, при Дуайте Эйзенхауэре с 1953 по 1955 год и при Ричарде Никсоне (после ухода из Калифорнийского технологического института) с 1969 по 1970 год. Умер от пневмонии в доме престарелых города Дуарти 23 января 1994 года.